# DAKO-CZ
DAKO-CZ, a.s. je výrobce pneumatických, elektromechanických a hydraulických brzdových systémů pro kolejová vozidla, sídlí ve východočeské Třemošnici. Firma má více než dvousetletou tradici, v roce 2019 dosáhla ročního obratu kolem jedné miliardy korun. Většinovým vlastníkem společnosti je průmyslově-technologická skupina Czechoslovak Group. Druhým akcionářem je společnost Tatravagónka Poprad, výrobce nákladních železničních vozů a podvozků.

## Historie

### Slévárna a strojírna v Hedvičině údolí

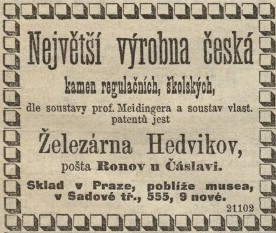
Železárna Hedvikov, dobový inzerát (1897)

Kořeny firmy sahají do roku 1816, tehdy byla založena Josefem Janem Zvěřinou v Třemošnici slévárna a později strojírna. Podnik v průběhu 19. i začátku 20. století několikrát změnil majitele a prožíval lepší i horší časy. Důležitý pro další rozvoj firmy se stal rok 1921, kdy se majiteli firmy stali manželé Bartošovi. Strojírna a slévárna záhy získala první objednávky od Československých drah.
V roce 1926 se začaly v Hedvikově vyrábět průběžné tlakové brzdy, šlo konkrétně o vylepšený tlakový brzdový systém Westinghouse, a společnost tak zakotvila v železničním segmentu. Bartoš se navíc snažil získat licenční výrobu na brzdový systém Božič, ten ale nakonec získala Škoda Plzeň a v Hedvikově se pro ni vyráběly jenom komponenty.
Od třicátých let 20. století až do začátku druhé světové války se v Hedvikově vyráběly pračky a mandly značky Astra. Díky zakoupení patentu na tlakové lití neželezných kovů se od třicátých let minulého století firma specializovala na odlitky z hliníku a jeho slitin, a to v širokém spektru od spojek hasičských hadic až po nejnáročnější odlitky těles fotoaparátů a triedrů.

### Armádní zakázky
Před druhou světovou válkou rozšířil podnik produkci o zakázky pro Československou armádu, když se zde vyráběly například kovové součásti pro plynové masky nebo součástky munice. Tato výroba byla ukončena po uzavření Mnichovské dohody v roce 1938. Za druhé světové války dodával podnik mimo jiné německému wehrmachtu a v této době zaměstnával až 1500 lidí.

### Znárodnění
Dne 27. prosince 1945 byl podnik J. Bartoše vyhláškou ministra průmyslu znárodněn; hedvikovský podnik dostal později název Kovolis. Vyráběly se zde například odlitky pro psací stroje Zeta nebo motocykly Jawa, pokračovala výroba drážních součástek.

### Orientace na brzdy
Klíčovým pro budoucnost podniku se stal rok 1948, kdy se poté, na zkouškách ukázalo, že brzdový systém Božič již nevyhovuje požadavkům Mezinárodní brzdové federace (UIC), rozhodlo se o přesunu výroby brzd ze Škody Adamov do Kovolisu. Zde se namísto modernizace systému Božič rozhodlo, že vývojová skupina v čele s Josefem Daňkem, který do Třemošnice přišel právě z Adamova, vyvine vlastní moderní vlakovou brzdu.
Klíčovým rokem se stal rok 1956, kdy byl brzdovou subkomisí UIC schválen rozváděč DAKO CV-1 a začal se sériově vyrábět. Za názvem DAKO je třeba hledat první písmena ze slov DAněk a KOvolis. V roce 1959 pak byla představena pokroková rychlíková brzda DAKO R. Klíčové osoby týmu, který se na výboji brzd podílel, byly oceněny i tehdejším režimem – Josef Daněk získal v roce 1957 státní cenu Klementa Gottwalda a kolektiv vývojových pracovníků Miloš Rais, Jaroslav Špatenka, Karel Holub, Antonín Kříž a Bohumil Fořt téhož roku Řád práce.
Brzda DAKO se stala první a jedinou mezinárodně uznanou brzdou v tehdejším východním bloku socialistických zemí. Spolu s brzdami Knorr, Charmilles a Oerlikon se značka DAKO stala synonymem vrcholu světové brzdařiny. Brzdový rozvaděč DAKO CV1 a CV1D se vyráběl až do roku 2002 v ohromných sériích a například v letech 1987–1989 závod měsíčně opouštělo asi 1000 kusů těchto rozváděčů a 100 brzdičů, tedy vybavení pro 1000 vagonů a 50 lokomotiv.

### Nový závod v Třemošnici
V šedesátých letech následně došlo k výstavbě nového výrobního závodu v Třemošnici, který započal položením železniční vlečky. Stavěl se „na zelené louce“ a podnik v této lokalitě sídlí dodnes. Velký podíl na dokončení závodu měl tehdejší ředitel Kovolisu Karel Koutný, který si vzal výstavbu jako svůj úkol a kromě podniku samého vystavěl také byty pro jeho budoucí zaměstnance. Výroba se v novém závodě rozjela na podzim roku 1967.

### Speciální výroba
Přestože vlakové brzdy tvořily významnou součást aktivit Kovolisu, šlo stále především o strojírny. Od roku 1978 se začlenily do koncernu ZTS Martin a v Třemošnici odstartovala opět, stejně jako před a v průběhu II. světové války, speciální výroba. Vyráběly se zde například hydraulické komponenty pro ovládání pohybu tanku T-72 nebo zde probíhala výroba mechanického systému mazání a ovládání převodovky řízení pro vojenský transportér BVP. Na přelomu osmdesátých a devadesátých let se počítalo z dalším rozmachem speciální výroby, k němu už ale po Sametové revoluci v roce 1989 nedošlo.

### Osamostatnění a transformace
Již v roce 1990 došlo k vyčlenění Kovolisu ze státního podniku ZTS a v březnu 1991 vzniká samostatný podnik DAKO Třemošnice, o rok později DAKO, a. s., vlastněná Fondem národního majetku. Kvůli utlumení vojenského programu, který činil až 80 % produkce firmy, klesly prodeje. A protože podnik v té době neměl jasnou vizi, jak armádní produkci nahradit, vypomáhal si kooperační výrobou pro okolní firmy, například pro Chotěbořské strojírny.
Privatizace podniku do zahraničních rukou se neuskutečnila, tak jej držely nad vodou zejména bankovní úvěry a hrozil mu konkurz. V této chvíli firmu zachránila skupina akcionářů-zaměstnanců v čele s Václavem Lebedou, jenž se stal později jejím generálním ředitelem. Svou vizí přesvědčil na valné hromadě v roce 1993 ostatní podílníky a dokázal firmu nastartovat opětovnou orientací na vojenskou výrobu. Konkrétně šlo o zakázku na výrobu hydraulických komponentů pro tanky T-72, které v ruské licenci vyráběli Indové.
DAKO se dostalo ze ztrát, kromě vojenský zakázek posílil i brzdový segment, který ve společnosti po celou dobu přetrvával a rozvíjel se. Podle strategie firmy z roku 1996 se hlavními obory staly brzdové systémy kolejových vozidel a speciální hydraulika. Naopak od kooperační výroby se z důvodu malé rentability postupně upouštělo. Již více než polovinu obratu firmy v té době tvořily exportní zakázky.

### Holding ČKD Praha
Firma se postupně stále více orientovala na brzdové systémy pro kolejová vozidla. Důležitým milníkem se v roce 1996 stalo založení vývojového oddělení tramvajových brzd. Společnost začala vystupovat pod obchodní značkou ČKD-DAKO, a.s., od roku 1998, s ohledem na přidružení k Holdingu ČKD Praha. Celkový objem výroby se v té době soustředil do dvou základních oborů, a to do pneumatických brzdových přístrojů pro kolejová vozidla a hydraulických komponentů pro civilní i vojenské použití. Firma dokázala být v zisku a snižovat úvěrovou zátěž.

## DAKO-CZ, a. s.

### Odtržení od Holdingu ČKD Praha
Vliv Holdingu ČKD Praha se postupně snižoval. Dne 20. srpna roku 2001 se zaregistroval název společnosti DAKO-CZ, a.s. Firma zaměstnávala kolem čtyř set pracovníků. Stále silnější orientace na segment vlakových brzd přinesla rozmach exportu brzdového systému DAKO do Švýcarska, Německa, Itálie, Anglie a ostatních států UIC. Třemošnickou továrnu v roce 2002 navštívila mezinárodní brzdová subkomise UIC a v září roku 2002 proběhly úspěšné zkoušky nového rozvaděče s označením DAKO CV1nD. Na jejím vývoji se podílel také Josef Daněk, který je právem označován jako „otec brzdy DAKO“.
DAKO-CZ se v roce 2004 stalo řádným členem asociace podniků ACRI, který je národním členem evropského sdružení UNIFE, sdružující společnosti poskytující výrobky a služby pro železniční dopravu. Rozvíjela se především výroba tramvajových brzd. Klíčové pro budoucnost firmy bylo též v roce 2004 zahájení spolupráce se společností Siemens, konkrétně na projektu souprav metra pro norské Oslo. DAKO-CZ se definitivně rozhodlo pro orientaci na železnici, když firma v roce 2005 prodala halu pro výrobu vojenské speciální techniky.

### Od roku 2009
V roce 2009 se DAKO-CZ, a.s. stalo součástí skupiny československých průmyslových podniků, jehož majitelem byl podnikatel Jaroslav Strnad, který později založil průmyslově-technologickou skupinu Czechoslovak Group. Tu v roce 2018 převedl na svého syna Michala Strnada.
V roce 2016 si DAKO-CZ připomnělo 200 let od svého založení a při této příležitosti vydalo knihu mapující historii podniku.
Kvůli stagnaci v segmentu nákladní železniční dopravy se DAKO-CZ začalo více orientovat na osobní dopravu. Tramvaje a soupravy metra doplnily též příměstské jednotky. V roce 2013 firma právě v této oblasti navázala spolupráci se společností Stadler.
Vyplatila se masivní investice do nové vývojové zkušebny vybavenou zkušebním stavem pro testování pneumatických brzd. Zkušebna byla též vybavena solnou komorou k testování odolnosti proti korozi a klimatickou komorou pro textování při teplotách od -70 do +200 stupňů Celsia.
Firma se svými partnery dodala například soupravy metra v Mnichově, v Kuala Lumpur, v Rijádu. V roce 2019 firma poprvé v historii dosáhla miliardového obratu. Brzdové systémy a komponenty DAKO využívány v řadě zemí různých světadílů.

## Hlavní obory podnikání DAKO-CZ
Společnost DAKO-CZ je výrobcem pneumatických, elektromechanických a hydraulických brzdových systémů a komponent pro kolejová vozidla (pro nákladní, i pro osobní železniční přepravu).
V oblasti osobní dopravy se DAKO-CZ soustřeďuje na vagóny osobní přepravy, příměstské jednotky, soupravy metra i tramvaje. Nejvýznamnějšími zákazníky v oblasti osobní dopravy jsou světoví výrobci Siemens a Stadler. Pro soupravy tramvají dodává DAKO-CZ hydraulické, elektrohydraulické i elektromechanické brzdové systémy.
Tramvaje s brzdami DAKO-CZ jsou v provozu v Brně, Plzni, Ostravě či v Olomouc a v řadě dalších evropských měst. Soupravy metra s brzdovými komponenty od společnosti DAKO-CZ jezdí v soupravách Siemens například v Mnichově, Oslu, Varšavě, Norimberku, Bangkoku či Rijádu. Příměstské jednotky firmy Stadler s brzdovými komponenty DAKO-CZ jezdí například v Holandsku, Slovinsku, Srbsku, Polsku.
Zajímavou referencí pro DAKO-CZ jsou dodávky do nových souprav legendární Tatranské zubačky na trase Štrba – Štrbské pleso.
V nákladní dopravě dodává brzdy pro nákladní, kontejnerové i cisternové vozy. Nevýznamnějším zákazníkem DAKO-CZ v oblasti nákladní dopravy je Tatravagónka Poprad, jež je zároveň menšinovým vlastníkem podniku.
Portfolio produktů DAKO-CZ doplňují brzdové systémy pro lokomotivy a zejména pro traťové vozy. V tomto segmentu se DAKO-CZ uplatňuje díky schopnosti splnit specifické nároky výrobců a přizpůsobit se nízké sériovosti produkce.

## Údaje o hospodaření a vývoj klíčových ukazatelů
Společnost DAKO-CZ v současnosti těží z boomu v železniční dopravě a v roce 2019 její obrat poprvé v historii překonal jednu miliardu korun.
| DAKO-CZ | Ukazatel          | MJ      | 2015 | 2016 | 2017 | 2018 | 2019 |
| DAKO-CZ | Tržby             | mil. Kč | 837  | 905  | 738  | 927  | 1144 |
| DAKO-CZ | EBITDA            | mil. Kč | 136  | 122  | 91   | 150  | 201  |
| DAKO-CZ | Aktiva celkem     | mil. Kč | 850  | 885  | 819  | 901  | 1045 |
| DAKO-CZ | Počet zaměstnanců | os.     | 487  | 474  | 469  | 469  | 478  |

## Významné osobnosti firmy

### Josef Daněk – „otec brzdy DAKO“
Konstruktér a vynálezce Josef Daněk je nejvýznamnější osobností v historii společnosti DAKO-CZ. Pod jeho vedením vznikl přelomový rozváděč DAKO CV-1. Označení rozváděče v sobě i proto nese část Daňkova jména (DAněk a KOvolis). Později byl stejně pojmenován celý závod. S třemošnickým podnikem spojil Josef Daněk celou svoji profesní kariéru, během níž byl autorem či spoluautorem více než 40 patentů a právem je proto nazýván otcem brzdy DAKO. Na jeho počest společnost DAKO-CZ v roce 2019 přejmenovala ulici,[ujasnit] ve které sídlí na Josefa Daňka 1956. V roce 2020 si DAKO-CZ připomnělo sto let od narození Josefa Daňka.

## Politické vazby
Podpora Miloše Zemana
Společnost DAKO-CZ v roce 2017 podpořila dvěma miliony korun volební účet prezidenta Miloše Zemana, a stala se jeho největším sponzorem.